# Прослауха
Прослауха — село в Баевском районе Алтайского края России. Административный центр Прослаухинского сельсовета.

## История
Село Прослауха было основано а 1675 году. В 1928 году в селе функционировали школа, телефон, лавка общества потребителей, изба-читальня, имелось 408 хозяйств, проживало 1744 человека. В административном отношении Прослауха являлась центром сельсовета Баевского района Каменского округа Сибирского края.

## География
Село находится в северо-западной части Алтайского края, в лесостепной приобской зоне, на берегах реки Прослауха (правый приток реки Кулунда), на расстоянии примерно 12 километров (по прямой) к северо-востоку от села Баево, административного центра района. Средняя температура января −18,7 °C, июля — +19,4 °C. Годовое количество осадков — 330 мм.

## Население
| 1926 | 1997 | 1998 | 1999 | 2000 | 2001 | 2002 |
| ---- | ---- | ---- | ---- | ---- | ---- | ---- |
| 1744 | ↘761 | ↘755 | ↘752 | ↗772 | ↘743 | ↗747 |
| 2003 | 2004 | 2005 | 2006 | 2007 | 2008 | 2009 |
| ↘686 | ↗690 | ↘580 | ↘543 | ↗550 | ↗561 | ↘506 |
| 2010 | 2011 | 2012 | 2013 |      |      |      |
| ↘502 | →502 | ↘473 | ↘457 |      |      |      |

Согласно результатам переписи 2002 года, в национальной структуре населения русские составляли 95 %.

## Инфраструктура
В селе функционирует средняя общеобразовательная школа.

## Улицы
Уличная сеть села состоит из 8 улиц и 2 переулков.